# Showdown at the Grand
Showdown at the Grand é un film statunitense del 2023 diretto da Orson Oblowitz.

## Trama
George Fuller, proprietario di un cinema deve difendere l'azienda di famiglia dagli speculatori aziendali insieme a una leggendaria star dei film d'azione, mentre l'arte imita la vita in una resa dei conti epocale.